# Obléhání Přemyšlu
Obléhání Přemyšlu bylo nejdelším obležením v Evropě v průběhu první světové války trvající s krátkým přerušením od 26. září 1914 do 22. března 1915. Rakousko-uherská posádka v pevnosti Přemyšl čelila po porážce Rakušanů v bitvě o Halič od září 1914 náporu 3. ruské armády generála Dimitrieva. Díky německému útoku na Varšavu se rakousko-uherským jednotkám vedeným generálem Svetozarem Borojevićem podařilo 11. října zatlačit Dimitrieva zpět za řeku San a do 9. listopadu tak prolomit obležení. Po porážce Hindenburga v bitvě na Visle však Rusové pevnost v listopadu znovu oblehli. Rakousko-uherská posádka uvězněná v pevnosti byla navzdory pokusům o uskutečnění průlomu vyhladověna a 22. března 1915 po 133 dnech obležení kapitulovala. Do ruského zajetí padlo téměř 120 000 zajatců a ztráta pevnosti výrazně poznamenala morálku rakousko-uherských vojáků během bojů v Karpatech. Rakušané se Přemyšlu s německou pomocí znovu zmocnili 3. června 1915. Pevnost, která v krátkém čase prošla trojím obléháním, však byla výrazně poničena ostřelováním a po přechodu fronty dál na východ zcela ztratila vojenský význam.

## Předchozí události
Po vypuknutí války ruské armády rychle postoupily do německého Východního Pruska a rakouské Haliče. Němcům se v bitvách u Tannenbergu a Mazurských jezer podařilo Rusy porazit, avšak Rakušané navzdory úvodním dílčím úspěchům prohráli v bitvě o Halič, načež byli v září nuceni vyklidit Lvov a ustoupit až o 160 km ke hřebenům Karpat. Rusům se podařilo obsadit velkou část Haliče a za frontovou linií zůstala pouze obklíčená pevnost Přemyšl na řece San. Při ústupu opustil pevnost i rakousko-uherský generální štáb, který odtud po vypuknutí konfliktu řídil bojové operace.
Velitelem obránců pevnosti byl polní podmaršálek Hermann Kusmanek. S přípravami a zesilováním vnějšího opevnění začalo 300 důstojníků, 2 200 vojáků a 27 000 civilních dělníků již 2. srpna, dva dny po vyhlášení mobilizace rakousko-uherské armády. Vedle zesílení stávajícího opevnění bylo vybudováno 7 nových fortů, 24 pěchotních opěrných bodů a přibližně 200 dělostřeleckých baterií. Okolo pevnosti byly připraveny až 12 metrů široké pásy s překážkami z ostnatého drátu, jejichž plocha přesáhla milion čtverečních metrů. Bylo vyhloubeno 50 kilometrů zákopů a na některých místech došlo i na položení minových polí. V pevnosti byla vedle letiště Žurawica se čtyřmi hangáry vybudována i dvě další polní letiště Hurko a Buszkowice a připraveno bylo i několik nemocnic a obvazišť. V okolí pevnosti bylo navíc vypáleno 21 osad a vykáceno přibližně 1 000 hektarů lesa. Posádku Přemyšlu tvořilo celkově 62 pěších praporů, 9 eskadron jízdy, 39 rot pevnostního dělostřelectva, 39 baterií dělostřelectva zeměbrany a 4 polní baterie. Celkově měli bránící se Rakušané 1 000 děl, v nichž však téměř třetinu představovaly zastaralé kanóny systému Wahrendorf vz. 1861. Hermann Kusmanek von Burgneustädten velel před příchodem Rusů téměř 130 000 mužů, přičemž vedle pevnostních jednotek zůstala v Přemyšlu i 23. pěší honvédská divize, která měla případně posloužit k provádění výpadů proti oblehatelům.

## První obležení
Evakuace civilního obyvatelstva z Přemyšlu probíhala od 4. do 18. září, kdy dělostřelecká palba postupujících Rusů přerušila železniční spojení. Ruské jízdní hlídky se v okolí pevnosti objevily 17. září a další den na Rusy poprvé střílela děla z fortu skupiny Siedliska. Jednotky 3. ruské armády blokující pevnost, se kolem Přemyšlu rozmístily od 22. do 26, září. Obléhající armádu tvořilo 11 divizí 3. armády podpořené dvěma armádními sbory 8. armády. To představovalo 128 pěších praporů, 28 jezdeckých eskadron a 915 lehkých a středních děl, celkem přibližně 280 000 mužů. Poté, co se ruští vojáci rozmístili okolo Přemyšlu, zakopali se ve vzdálenosti zhruba 9 km od fortů.

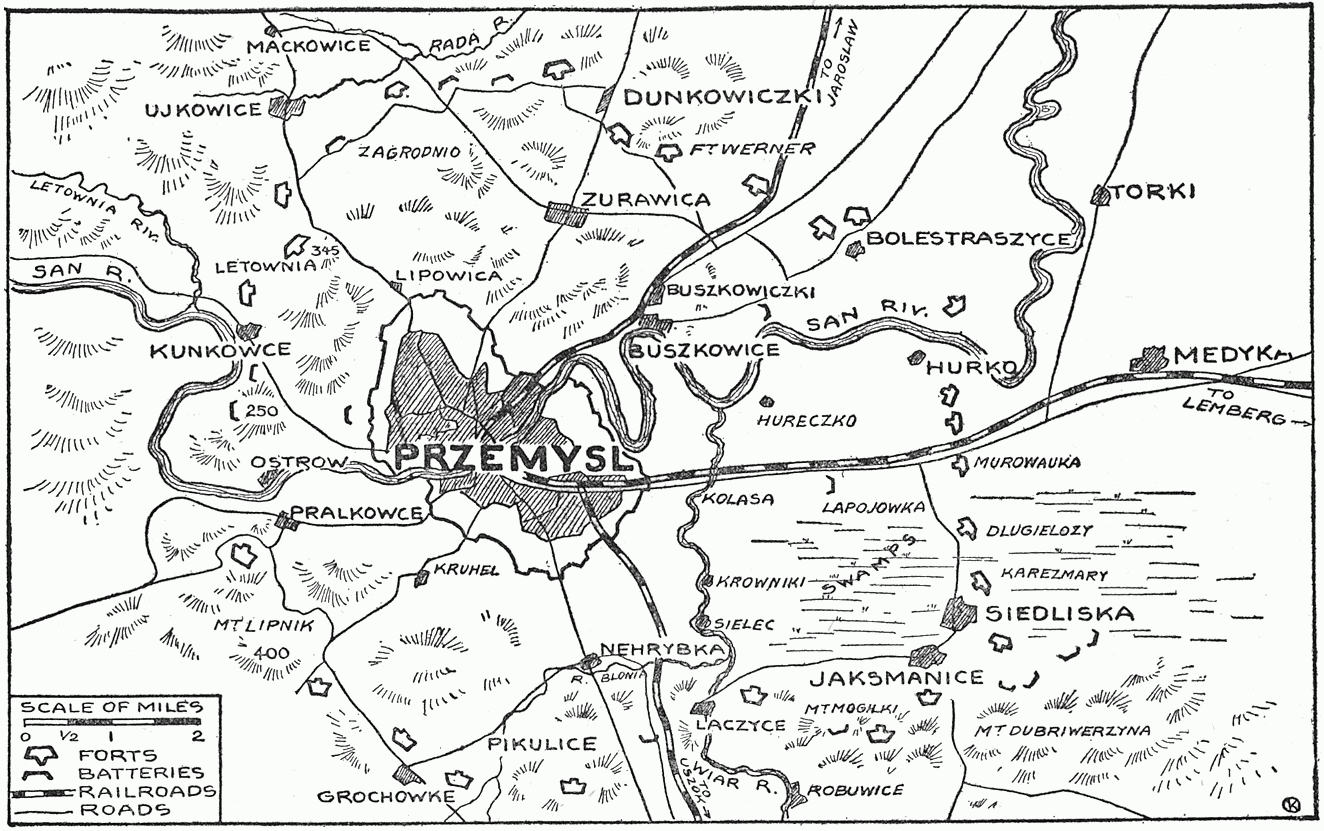
Mapa Přemyšlu a jeho okolí

Ruské velení však stálo před otázkou, jak dobře opevněnou pevnost dobýt. Oblehatelé měli k dispozici pouze 23 kanónů ráže 15 cm a 36 kanónů ráže 12 cm. Dalších přibližně 450 děl ráže 7,62 cm však bylo proti opevnění prakticky zbytečných a Rusům tak citelně chyběla těžší děla. V první fázi se proto ruští velitelé rozhodli pomalu přibližovat k fortům vlastní pěchotu, která pak měla na kratší vzdálenosti provést zteč jednotlivých pevnostních objektů. Ruští vojáci se během nocí opatrně přibližovali k rakousko-uherským pozicím a do rána vždy vykopali novou linii zákopů blíž fortovému prstenci. Do 25. září se bez větších ztrát dokázali přiblížit až do vzdálenosti přibližně 3 km od rakousko-uherských linií a vytlačili předsunuté obránce z širšího předpolí pevnosti. Ruské velení plánovalo provést nadcházející hlavní útok z jihovýchodu ve směru proti fortům uskupení Siedliska. Kryti dělostřelectvem se zde Rusové přiblížili až na 400 m od překážek hlavní obranné linie, avšak kvůli zahájené ofenzívě Ústředních mocností hrozící prolomením fronty přikročilo ruské velení k okamžitému pokusu o obsazení Přemyšlu.
2. října odmítl velitel obránců Hermann Kusmanek von Burgneustädten výzvu ke kapitulaci. Po zásahu generála Alexeje Brusilova se pak ruská strana navzdory původnímu plánu odhodlala k přímému útoku proti pevnosti. Ruské jednotky napadly 5. října rakouská opevnění ze severu, jihu a jihovýchodu v místech, kde byla Přemyšl nejhůře bránitelná. Hlavní směr útoku z jihovýchodu, který útočníci provedli přibližně mezi forty IV Optyń a XIV Hurko podporovalo i ruské dělostřelectvo. Na severní straně útočili Rusové mezi forty XI Duńkowiczki a XIa Ziegelofen. Obránci třídenní sérii útoků odrazili, přičemž ruské ztráty se při těchto nepřipravených a špatně vedených úderech vyšplhaly na 10 až 20 000 mužů. Posádka pevnosti přišla o 3 až 4 000 vojáků. Postup Němců na Varšavu využila počátkem října třetí rakousko-uherská armáda pod velením Svetozara Borojeviće, která se začala probíjet k obleženému Přemyšlu. Rusové proto raději upustili od dalšího obléhání, 8. října začali vyklízet svá postavení okolo pevnosti a stáhli se zpět za řeku San. Borojevićovi vojáci vstoupili do pevnosti den poté. Rusové se však na pozicích za řekou San udrželi a forty v jihovýchodní části opevnění byly jejich dělostřelectvem nadále ostřelovány.

## Druhé obležení a kapitulace pevnosti

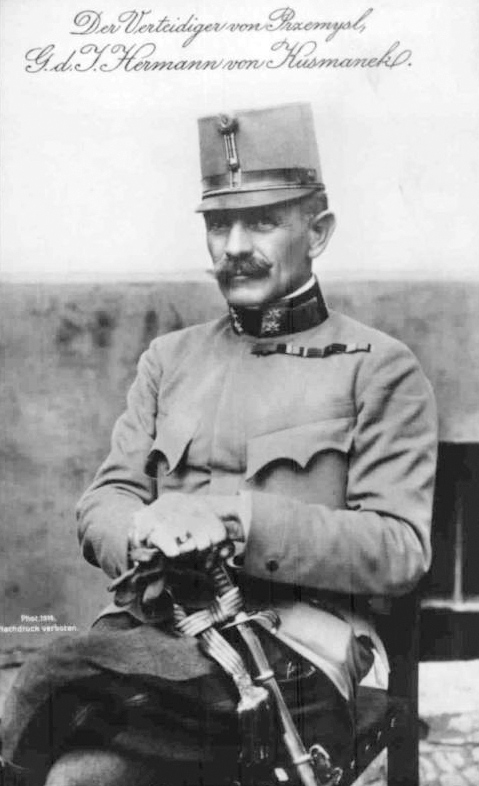
Velitel posádky Přemyšlu, Hermann Kusmanek von Burgneustädten v roce 1914

Ačkoliv došlo k prolomení obležení, nedařilo se město kvůli přerušení železniční tratě a ucpaným podmáčeným cestám, adekvátně zásobit. Trať z Horních Uher byla uvedena do provozu až na konci října a ze zásob pevnosti byly podporovány i nově příchozí vyčerpané a vyhladovělé rakousko-uherské jednotky. Obnovená ruská ofenzíva a porážka Němců na Visle předznamenaly nový postup ruské armády, která Přemyšl znovu oblehla. Rakušané byli v zimě podruhé v krátké době zatlačeni až ke Karpatům a pevnost se ocitla hluboko za frontovou linií. Rakousko-uherské velení při ústupu, který zahájilo 4. listopadu, zvažovalo i demolici a opuštění pevnosti, avšak nakonec bylo rozhodnuto, že obležená Přemyšl může znovu blokovat důležitý komunikační uzel a dopomůže tak při mírnění ruského tlaku na východní frontě. Svou roli však patrně sehrála i případná ztráta morálky a prestiže, o kterou by monarchie okamžitou ztrátou pevnosti přišla. Ruská armáda se okolo Přemyšlu znovu rozmístila do 11. listopadu.
Rusové poučení z prvního nezdaru tentokrát upustili od přímých útoků, město obklíčili a pokusili se jej vyhladovět. Obsazením Přemyšlu byla pověřena 11. armáda složená ze sedmi záložních divizí a jedné jezdecké divize pod velením generála Andreje Nikolajeviče Selivanova. Při druhém obležení bylo v pevnosti obklíčeno 130 767 mužů. Vojáci Hermanna Kusmanka podnikli řadu výpadů ve snaze vázat co největší množství ruských sil. Pět rakouských výpadů uskutečněných ještě během listopadu však Rusové odrazili. Nejúspěšnější útok provedli Rakušané 15. prosince, kdy překvapili oblehatele a ve směru na jih se jim podařilo proniknout až do vzdálenosti 18 kilometrů od fortového prstence. Rakousko-uherská vojska bojující v Karpatech však nedokázala přijít Přemyšlu na pomoc a proto se vojáci navzdory průlomu museli vrátit zpět do pevnosti, což výrazně zhoršilo jejich morálku. Oblehatelé se dál soustředili na dělostřelecké ostřelování předsunutých pozic a občasné letecké bombardování města. Při výpadu trvajícím od 18. do 22. prosince pak Rusové dokázali dobýt část předsunutých postavení v severní části pevnosti.
Rakousko-uherské velení se mezitím pokoušelo prorazit frontu v Karpatech a probít se zpět k Přemyšlu, avšak útoky v lednu i únoru 1915 Rusové odrazili. Obléhající jednotky navíc zastavily další pokusy zoufalé posádky o uskutečnění průlomu. Rychle se tenčící zásoby donutily obránce neustále snižovat příděly, porazit a sníst tisíce koní, avšak podvýživa, mráz a šířící se nemoci rychle snižovaly akceschopnost rakousko-uherských sil uvězněných v Přemyšlu. Na počátku března zůstala v pevnosti bojeschopná už jen třetina mužů. Když se Rusové 13. března zcela zmocnili předsunutých linií na severu, rozhodli se velitelé uskutečnit poslední výpad. Rakušané se 19. března pokusili překvapit oblehatele a tentokrát zaútočili na východě. Nedaleko fortů Siedliska však Rusové tento pokus odrazili, načež vyhladovělá a demoralizovaná posádka pevnosti vystavená navíc od února vytrvalému ruskému ostřelování, 22. března 1915 kapitulovala. Velitel von Burgneustädten nařídil před vydáním pevnosti zničit všechno vybavení a zařízení pevnosti. Kromě likvidace pevnostních objektů, děl a dalšího vojenského materiálu, došlo i ke stržení mostů přes San a pobití 5 000 zbývajících koní. Do ruského zajetí padlo asi 117 000 rakousko-uherských vojáků, 2 500 důstojníků, 93 vyšších důstojníků a 9 generálů.

## Následné události a znovuobsazení Přemyšlu

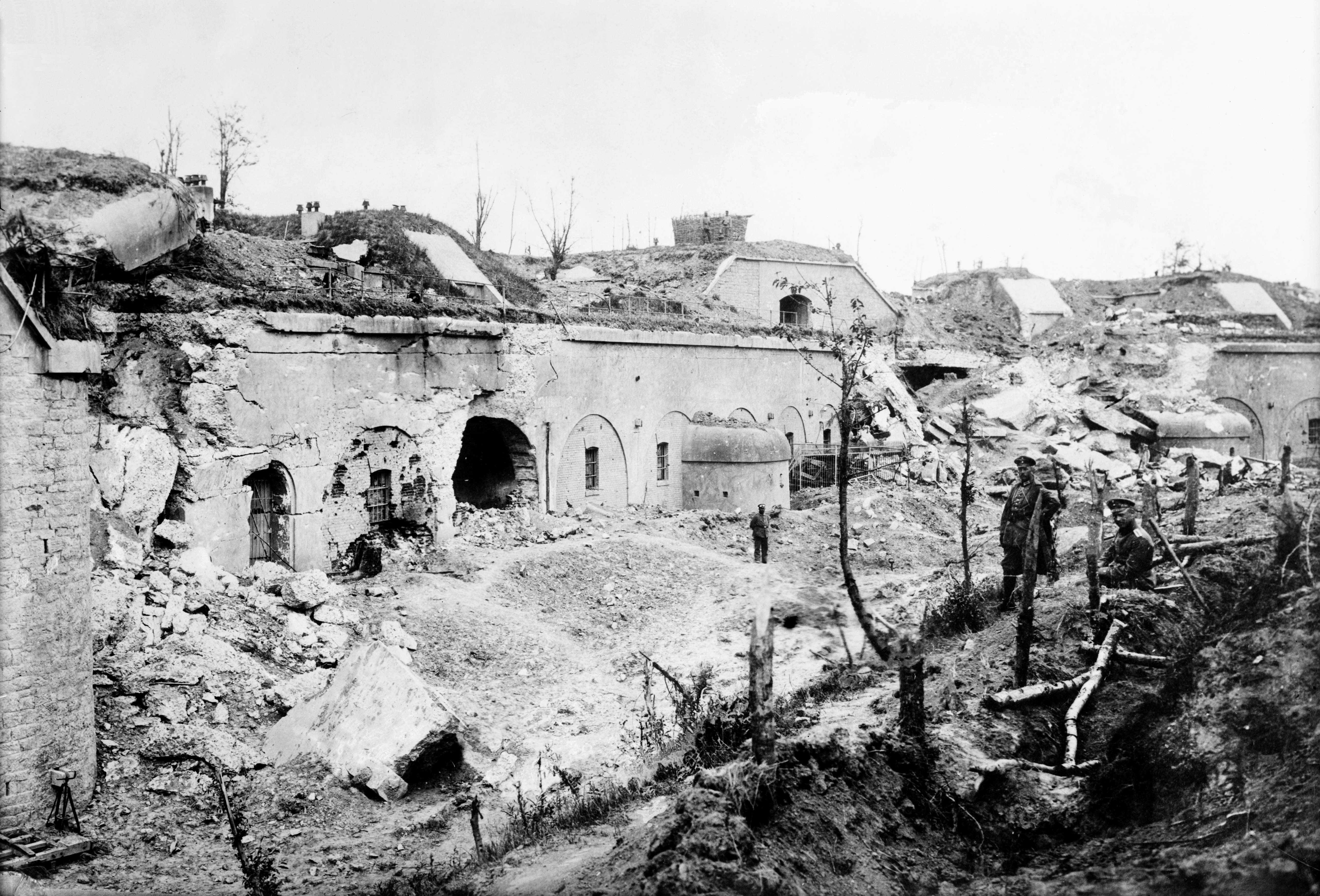
Opevnění pevnosti těžce poničené bombardováním v roce 1915

Obsazení pevnosti uvolnilo ruskému velitelství síly vázané obléháním, načež v březnu přešli Rusové v Karpatech do ofenzívy. Předchozí neúspěšné snahy o prolomení ruských linií a vyproštění posádky v Přemyšlu stály Rakušany obrovské množství padlých a vyčerpané rakousko-uherské jednotky demoralizované kapitulací pevnosti se proto novému ruskému náporu ubránily jen díky německé podpoře. Pád Přemyšlu znamenal pro Rusy velké vítězství. Vojenská propaganda jej využila v dubnu 1915, kdy se do zničeného města přijel osobně podívat i car Mikuláš II. Rusové se však z dobytí pevnosti na Sanu nemohli radovat příliš dlouho.

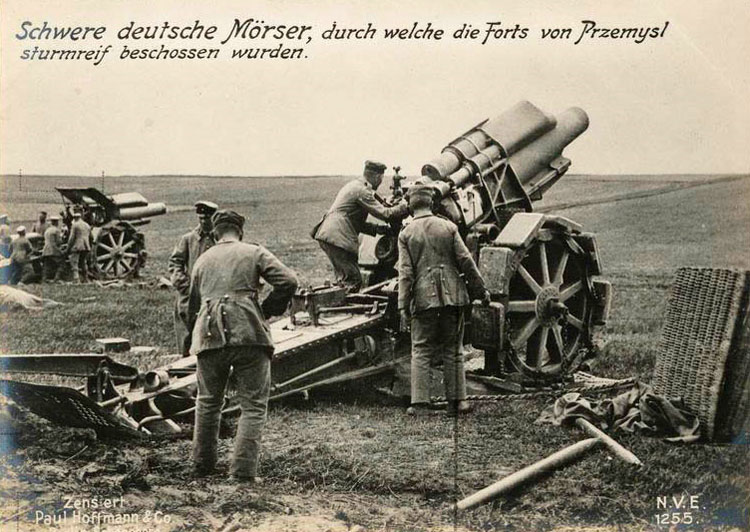
Německá děla ostřelující Přemyšl

Poté, co německá a rakousko-uherská armáda prolomily na jaře východní frontu v bitvě u Gorlice, oblehly ruskou posádku tentokrát rakousko-uherské síly podporované Němci. Ruské velení váhalo, zda o poničenou pevnost bojovat, ale nakonec rozhodlo ponechat v Přemyšlu alespoň dvě divize bránící předmostí na řece San. Jednotky německé 11. a rakousko-uherské 3. armády se k Přemyšlu přiblížily 16. května. Ústřední mocnosti disponovaly těžkým dělostřelectvem a měly k útoku připraveny dvě 42 cm houfnice M-Gerät, jednu 28 cm houfnici, tři baterie 30,5 cm moždířů a tři baterie 21 cm moždířů.
I díky dostatečné podpoře těžkého dělostřelectva se Ústřední mocnosti znovu zmocnily Přemyšlu už po čtrnácti dnech, 3. června 1915. Navzdory snaze Rakušanů o alespoň částečné znovunabytí prestiže, se při dobývání pevnosti mnohem lépe vedlo německým vojákům útočícím ze severu. S podporou dělostřelectva, se Němcům podařilo 31. května obsadit opuštěné forty Xa Pruchniker-Strasse, XIa Ziegelofen a XI Duńkowiczki, načež se německá děla zaměřila na forty X Orzechowce Xb Zagrodnia a XII Żurawica, které byly dobyty již 2. června. Následujícího dne pak první německé jednotky vstoupily do města. Poslední ruští vojáci se vzdali 5. června. Při třetím dobývání Přemyšlu ztratili Rakušané a Němci 6 500 mužů a Rusové trojnásobek. Kvůli zdemolovanému opevnění neumožňujícímu efektivní obranu pak pevnost v pokračující válce ztratila vojenský význam. Fronta se navíc posunula dál na východ a během první světové války se již k Přemyšlu znovu nepřiblížila.